# 11. maj
11. maj je 131. dan leta (132. v prestopnih letih) v gregorijanskem koledarju. Ostaja še 234 dni.

## Dogodki
- 330 – med posvetitvijo mesta se Bizanc preimenuje v Konstantinopel (danes İstanbul)
- 1189 – Friderik I. Barbarossa se odpravi na tretjo križarsko vojno
- 1858 – Minnesota postane 32. zvezna država ZDA
- 1860 – Giuseppe Garibaldi se izkrca v Genovi
- 1920 – v Trstu ustanovljene prve fašistične formacije, ki se znašajo nad Slovenci
- 1941 – Rudolf Hess prebegne na Škotsko
- 1942 – ameriške sile na Mindanau kapitulirajo
- 1943 – s kapitulacijo nemške in italijanske vojske pri tunizijskem rtu Bonu se končajo boji v severni Afriki
- 1945 – domobranci se pri Borovljah še zadnjič spopadejo s partizani
- 1949:
  - Izrael sprejet v OZN
  - Siam se preimenuje v Tajsko
- 1974 – potres, ki strese kitajsko mesto Sečuan, zahteva več kot 20.000 žrtev
- 1984 – z Marsa bi bil viden prehod Zemlje mimo Sonca
- 1997 – superračunalnik Deep Blue premaga Garija Kasparova

## Rojstva
- 483 – Justinijan I., bizantinski cesar († 565)
- 1366 – Ana Luksemburška, angleška kraljica († 1394)
- 1720 – Karl Friedrich Hieronymus von Münchhausen, nemški pustolovec († 1797)
- 1731 – Mary Astell, angleška filozofinja in feministka (* 1666)
- 1752 – Johann Friedrich Blumenbach, nemški antropolog, fiziolog († 1840)
- 1784 – Urban Jarnik, slovenski jezikoslovec († 1844)
- 1811 – Čang in Eng Bunker, siamska dvojčka († 1874)
- 1855 – Anatolij Konstantinovič Ljadov, ruski skladatelj († 1914)
- 1881 – Theodore von Kármán, ameriški letalski inženi, matematik, fizik († 1963)
- 1895 – Džidu Krišnamurti, indijski filozof († 1986)
- 1896 – Josip Štolcer-Slavenski, hrvaški skladatelj († 1955)
- 1904 – Salvador Domenec Felip Jacint Dalí Domenech, katalonski (španski) slikar, († 1989)
- 1916 – Camilo José Cela Trulock, španski pisatelj, nobelovec 1989 († 2002)
- 1918 – Richard Phillips Feynman, ameriški fizik, matematik, nobelovec 1965 († 1988)
- 1921 – Slava Klavora, slovenska narodna herojka († 1941)
- 1930 – Edsger Wybe Dijkstra, nizozemski računalnikar († 2002)
- 1953 – Đorđe Balašević, srbski glasbenik († 2021)
- 1977 – Janne Ahonen, finski smučarski skakalec
- 1984 – Andrés Iniesta, španski nogometaš
- 1986 – Abou Diaby, francoski nogometaš
- 1986 – Miguel Veloso, portugalski nogometaš
- 1988 – Severin Freund, nemški smučarski skakalec
- 1989 – Giovanni Dos Santos, mehiški nogometaš
- 1992 – Thibaut Curtouis, belgijski nogometaš

## Smrti
- 912 – Leon VI. Modri,  cesar Bizantinskega cesarstva (* 866)
- 925 – Nikolaj I. Mistik,  carigrajski ekumenski patriarh (* 852)
- 1034 – Mješko II. Lambert, poljski kralj (* 990)
- 1304 – Mahmud Gazan, mongolski kan Ilkanata (* 1271)
- 1708 – Jules Hardouin-Mansart, francoski arhitekt (* 1646)
- 1749 – Catharine Trotter Cockburn, angleški pisatelj in filozof (* 1679)
- 1812 – Spencer Perceval, britanski predsednik vlade (* 1762)
- 1849:
  - Otto Nicolai, nemški skladatelj (* 1810)
  - Jeanne Françoise Julle Adélaïde Récamier, francoska salonska gostiteljica (* 1777)
- 1857 – François-Eugène Vidocq, francoski pustolovec, detektiv (* 1775)
- 1871 – sir William Herschel, angleški astronom, matematik (* 1792)
- 1916 – Johann Baptist Joseph Maximilian Reger, nemški skladatelj (* 1873)
- 1956 – Walter Sydney Adams, ameriški astronom (* 1876)
- 1957 – Théophile Ernest de Donder, belgijski matematik, fizik (* 1872)
- 1963:
  - Herbert Spencer Gasser, ameriški fiziolog, nobelovec 1944 (* 1888)
  - Števan Kühar, novinar in propagandist (* 1890)
- 1971 – Seán Francis Lemass, irski predsednik vlade (* 1899)
- 1981 – Bob Marley, jamajški pevec reggaeja, glasbenik (* 1945)
- 1986 – Aleksander Akimov, sovjetski inženir (* 1953)
- 1988 – Kim Philby, britanski dvojni agent (* 1912)
- 2001 – Douglas Adams, britanski pisatelj (* 1952)
- 2020 – Tone Škarja, slovenski alpinist, gorski reševalec in pisatelj (* 1937)
- 2022 – Širin Abu Akle, palestinsko-ameriška novinarka (* 1971)

## Prazniki in obredi
- God Sv. Žige